# درخت عروس دریایی
درخت عروس دریایی (نام علمی: Medusagyne oppositifolia) نام یک گونه از تیره چشم‌کبوتریان است.
درختان عروس دریایی درختان کوچکی هستند که ارتفاع آنها می‌تواند به ۱۰ متر (۳۳ فوت) برسد. این درختان تاج گرد و متراکم از شاخ و برگ و پوست تیره با شکاف‌های عمیق دارند. برگ این گیاه از نظر ظاهر براق و چرمی شکل است و دارای لبه‌ای تقریباً پیچیده هستند. طول برگ این گیاه به ۸ سانتی‌متر می‌رسد.
ظاهر این درخت پر از برگ است؛ به گونه‌ای که دیدن گل‌های سفید کوچک در میان شاخ و برگ‌های متراکم آن دشوار است.